# Tuusjärvi (sjö i Södra Savolax, lat 61,97, long 28,03)
Tuusjärvi är en sjö i Finland. Den ligger i kommunen Rantasalmi i landskapet Södra Savolax, i den södra delen av landet, 260 km nordost om huvudstaden Helsingfors. Tuusjärvi ligger 87,9 meter över havet. Arean är 15,61 kvadratkilometer och strandlinjen är 43,7 kilometer lång. Sjön  ingår i Vuoksens huvudavrinningsområde.   Den sträcker sig 9,7 kilometer i nord-sydlig riktning, och 8,7 kilometer i öst-västlig riktning.
I övrigt finns följande i Tuusjärvi:
- Pukinsaari (en ö)
- Tuussaari (en ö)